# Ligne de Nouvel-Avricourt à Bénestroff
La ligne de Nouvel-Avricourt à Bénestroff est une ancienne ligne de chemin de fer française, établie dans le département de la Moselle. Elle reliait les gares de Nouvel-Avricourt, sur la ligne Paris – Strasbourg, et de Bénestroff, sur la ligne Réding – Metz, en passant par Dieuze. Entièrement déclassée depuis 2016, une section est reconvertie en vélorail en 2019.
Elle constitue la ligne no 100 000 du réseau ferré national.
Dans l'ancienne nomenclature de la région Est de la SNCF, elle était numérotée « ligne 133 » et désignée en tant que « ligne Igney - Avricourt – Bénestroff ».

## Histoire

### Ouverture
La ligne entre Avricourt et Dieuze est déclarée d'utilité publique par décret impérial le 14 juin 1861. Elle est concédée à la Société des anciennes salines domaniales de l'Est par une convention signé entre cette société et le ministre des Travaux publics le 16 août 1862. Cette convention est approuvée par décret impérial à la même date. Finalement, par une convention signée le 15 mars 1863, la Compagnie des salines domaniales de l'Est cède la concession à la Compagnie des chemins de fer de l'Est. Cette convention est approuvée par décret impérial le 11 juin 1863.
La section d'Avricourt à Dieuze fut ouverte le 25 novembre 1864.
La ligne est prolongée, par la Direction générale impériale des chemins de fer d'Alsace-Lorraine, jusqu'à Bénestroff le 1er mai 1882 où elle se raccorde aux lignes de Réding à Metz Ville et de Champigneulles à Sarralbe.

### Fermeture et déclassement

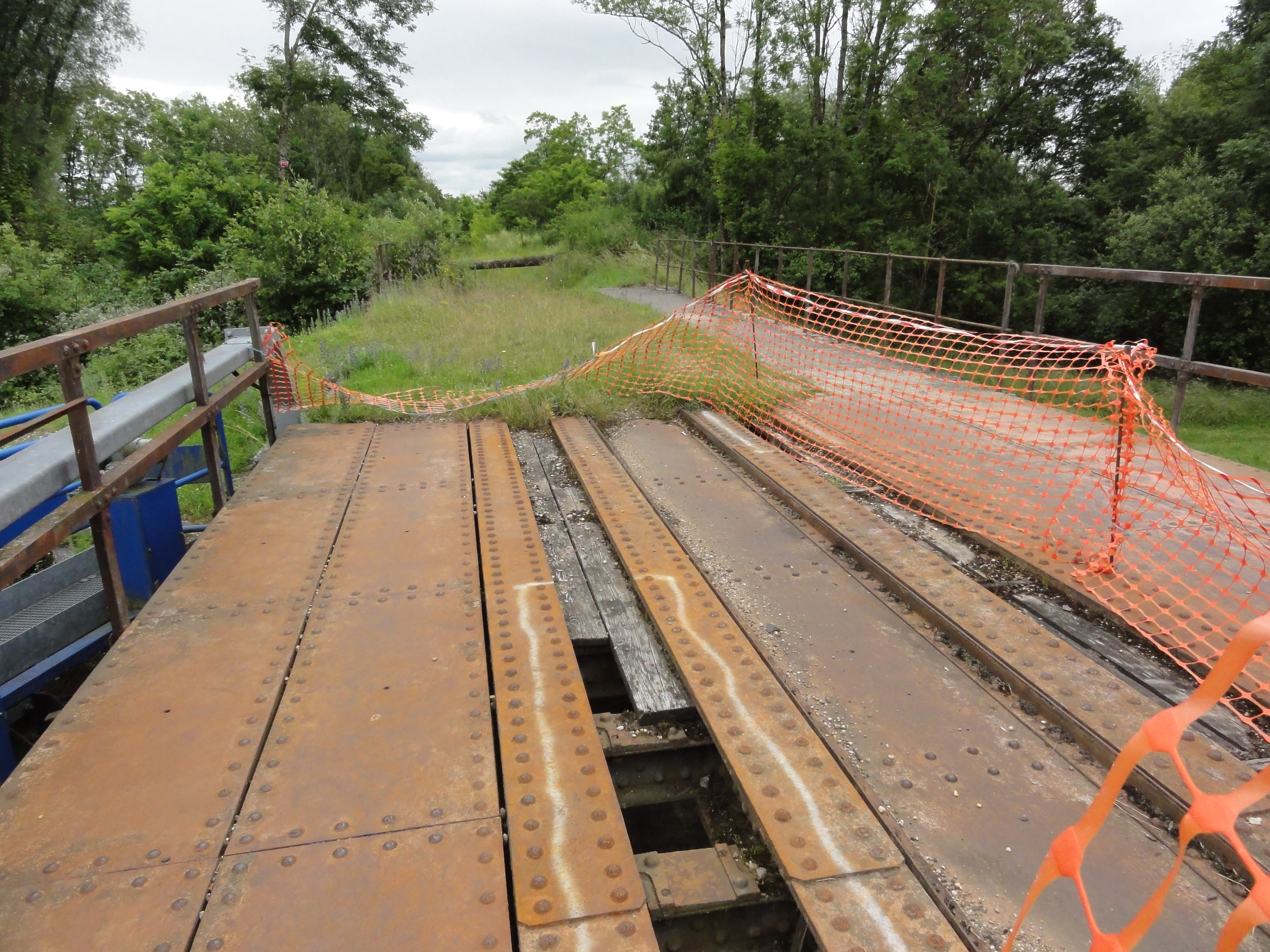
L'ancien pont du chemin de fer sur le canal de la Marne au Rhin à Moussey.

Le service voyageurs est abandonné entre Moussey et Bénestroff le 8 décembre 1958, puis entre Moussey et Nouvel-Avricourt le 28 septembre 1969. La ligne est fermée au service marchandises entre Moussey et Dieuze en 1966, puis entre Nouvel-Avricourt et Moussey en 1986.
La section de Moussey à Dieuze est déclassée du réseau ferré national le 26 juillet 1969 ; celle de Moussey à Nouvel-Avricourt est déclassée le 3 décembre 1986 puis déposée.
Des trains de fret — transportant du bois — ont circulé entre Bénestroff et Dieuze jusqu'en septembre 2002. La ligne est inexploitée depuis cette date à l'exception de quelques convois militaires jusqu'au départ du 13e régiment de dragons parachutistes en 2011.
Au début des années 2010, une réouverture au trafic fret a été envisagée pour la section de Dieuze à Bénestroff, sans que cela ne se soit concrétisé, à la suite de l'abandon d'un projet d'usine d'embouteillage d'eaux minérales.
L'intégralité de la ligne est déclassée le 9 mars 2016, en l'occurrence entre les points kilométriques (PK) 21,273 et 34,534, par décision du conseil d'administration de SNCF Réseau ; néanmoins, les emprises concernées bénéficient de leur maintien dans le domaine public.

### Reconversion en vélorail
L'association « Le Saulnois D'rails » est créée en juillet 2016 avec pour objectif la reconversion de l'ancienne ligne en vélorail touristique.
Le « vélorail de la vallée du Spin » est ouvert le 20 juillet 2019 sur une section de 3,5 km entre Dieuze et Vergaville. À terme, l'association espère pouvoir rouvrir l'intégralité du tronçon jusqu'à Bénestroff.

## Description
La ligne se sépare de la ligne de Réding à Metz-Ville en gare de Bénestroff. Elle prend la direction sud et dessert les gares de Vergaville, Guébling et Dieuze.
Entre Dieuze et Nouvel-Avricourt, la ligne desservait les gares de Gelucourt, Azoudange et Moussey.

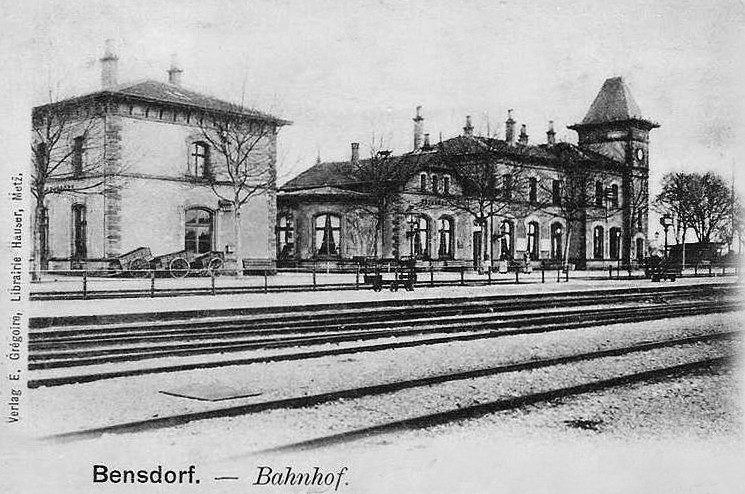
Ancienne gare de Bénestroff, carte ancienne.
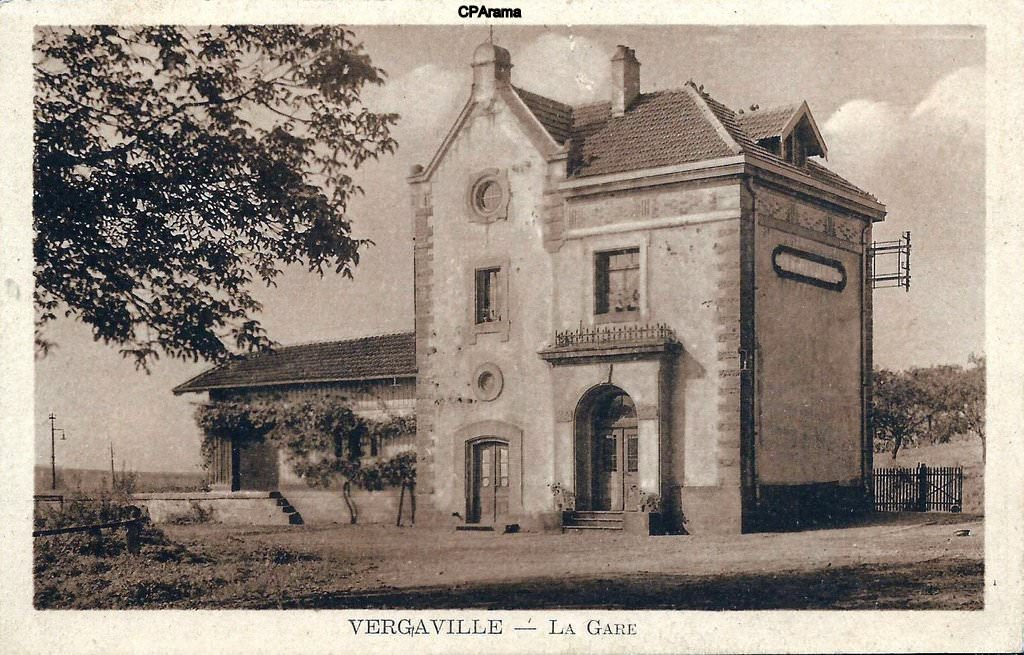
Ancienne gare de Vergaville, carte ancienne.
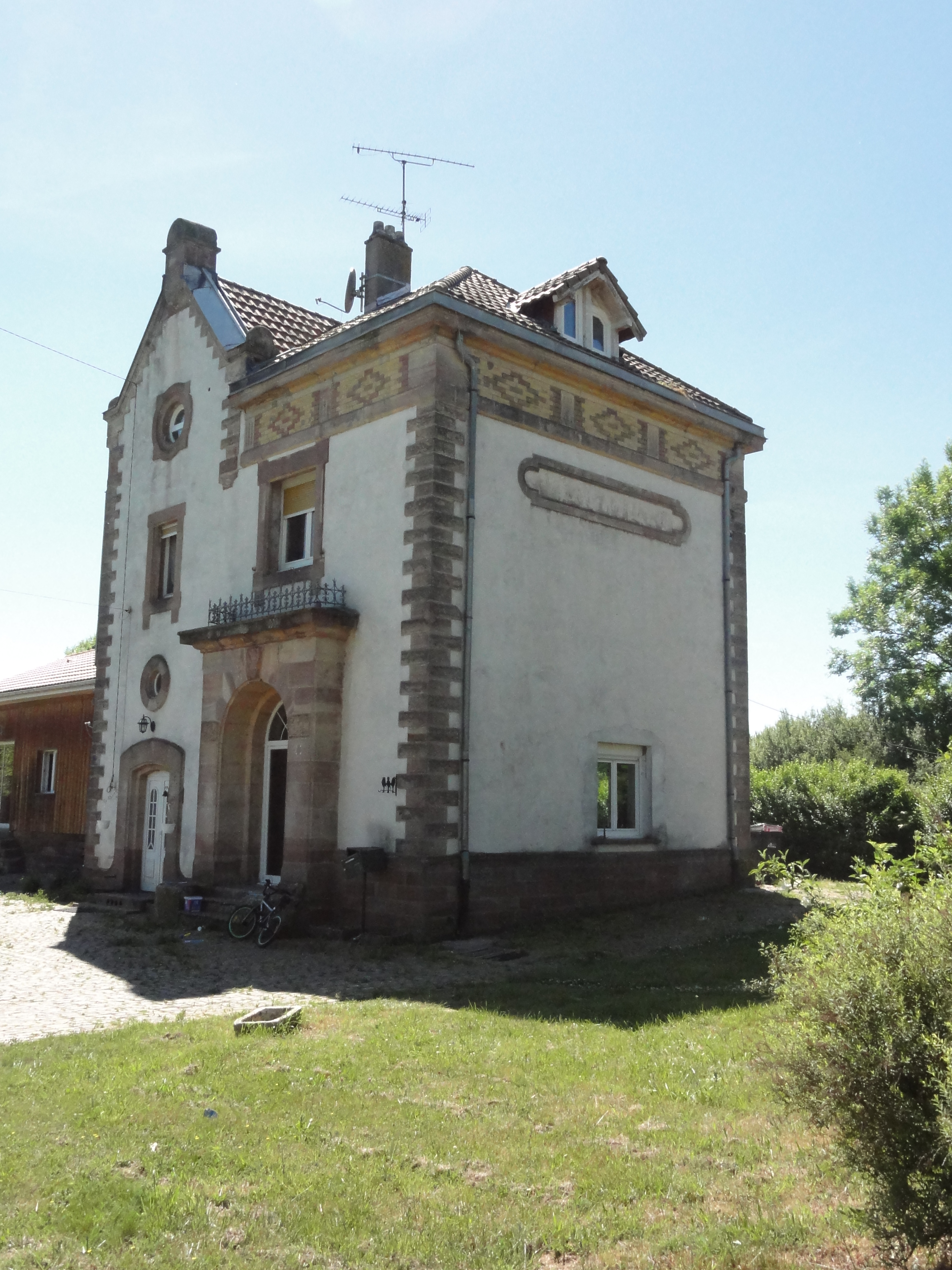
Ancienne gare de Vergaville en 2017.
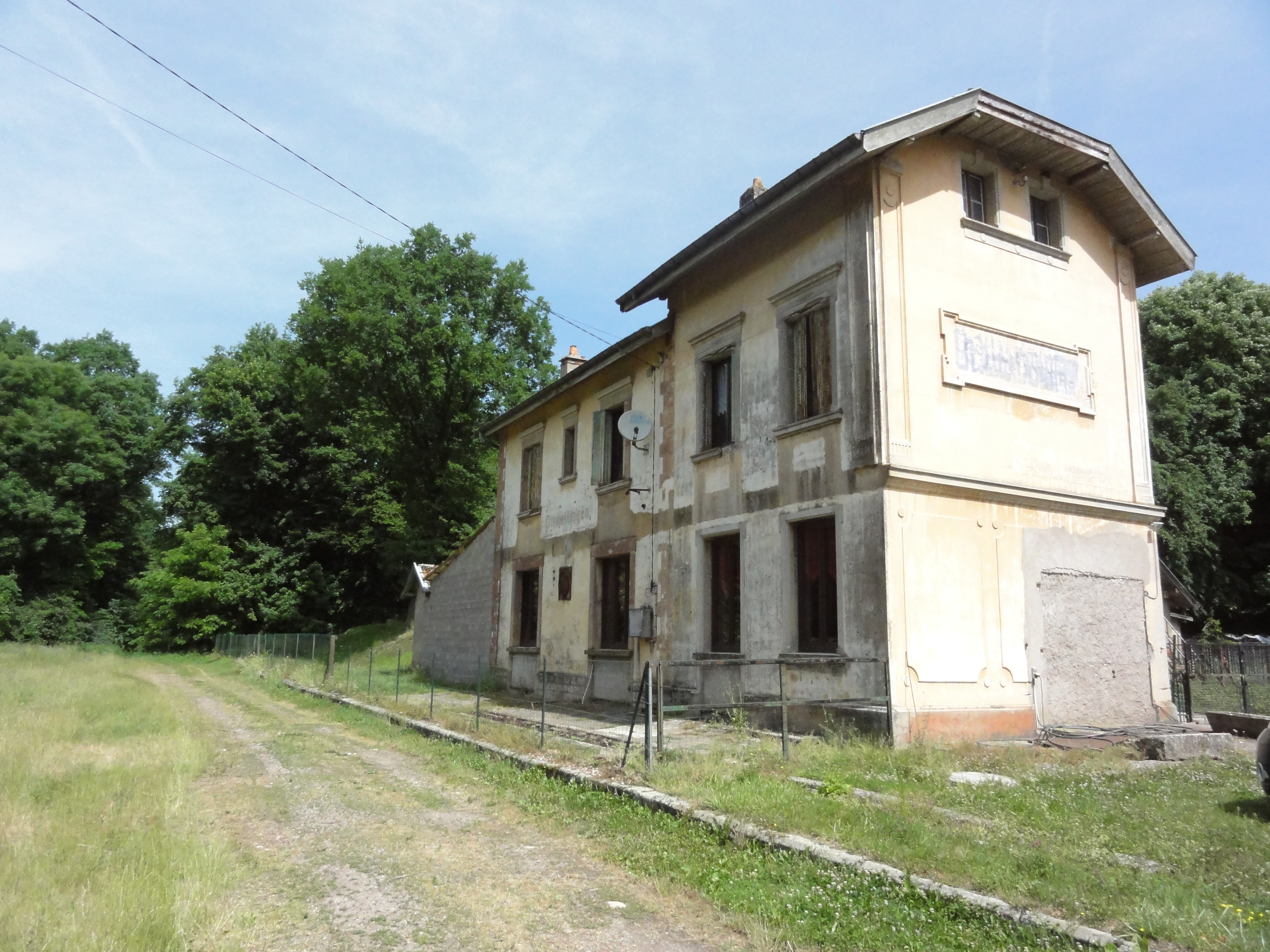
Ancienne gare de Gelucourt sur la section déposée.
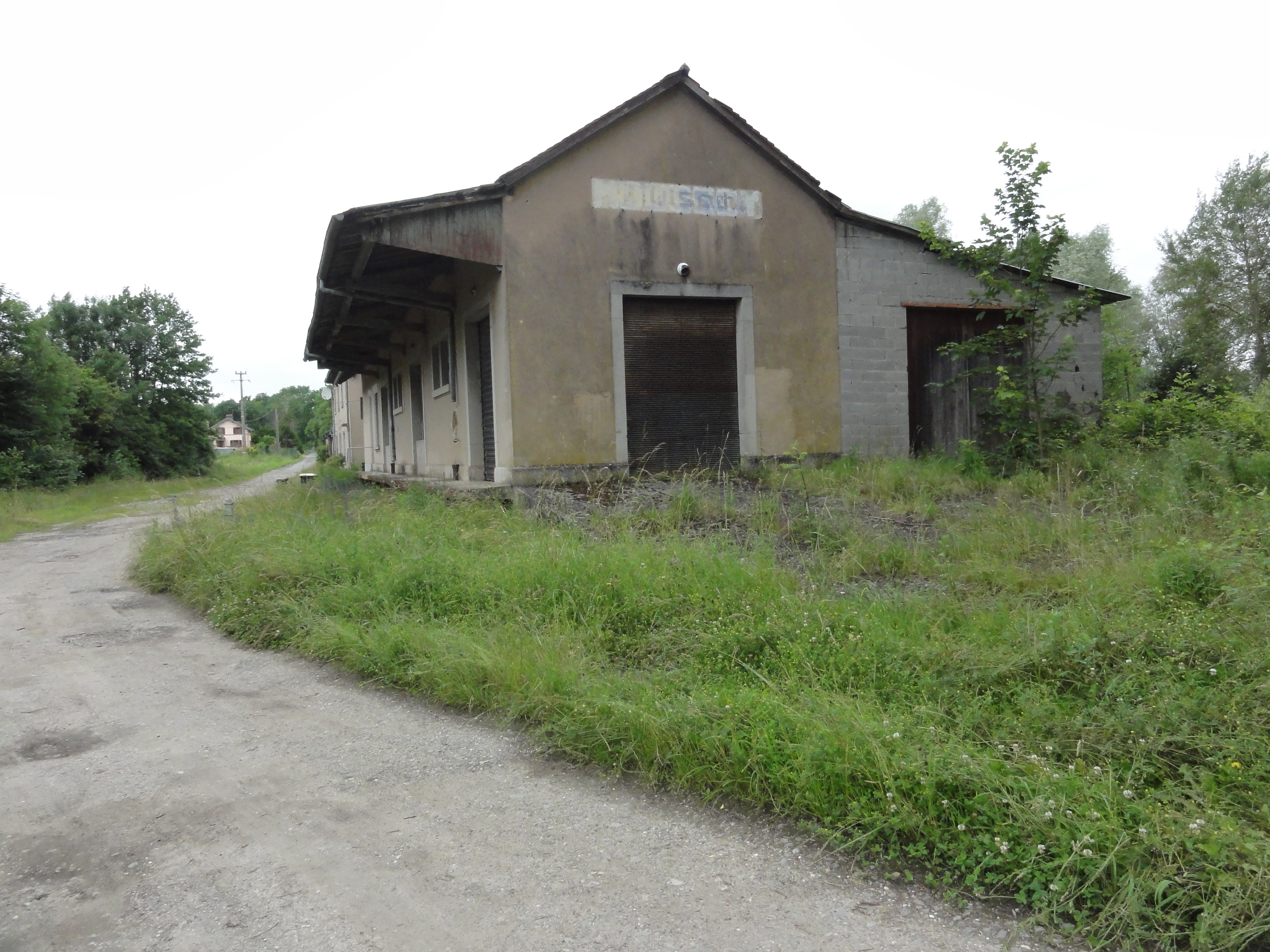
Ancienne gare de Moussey (qui desservait aussi Bataville) sur la section déposée.
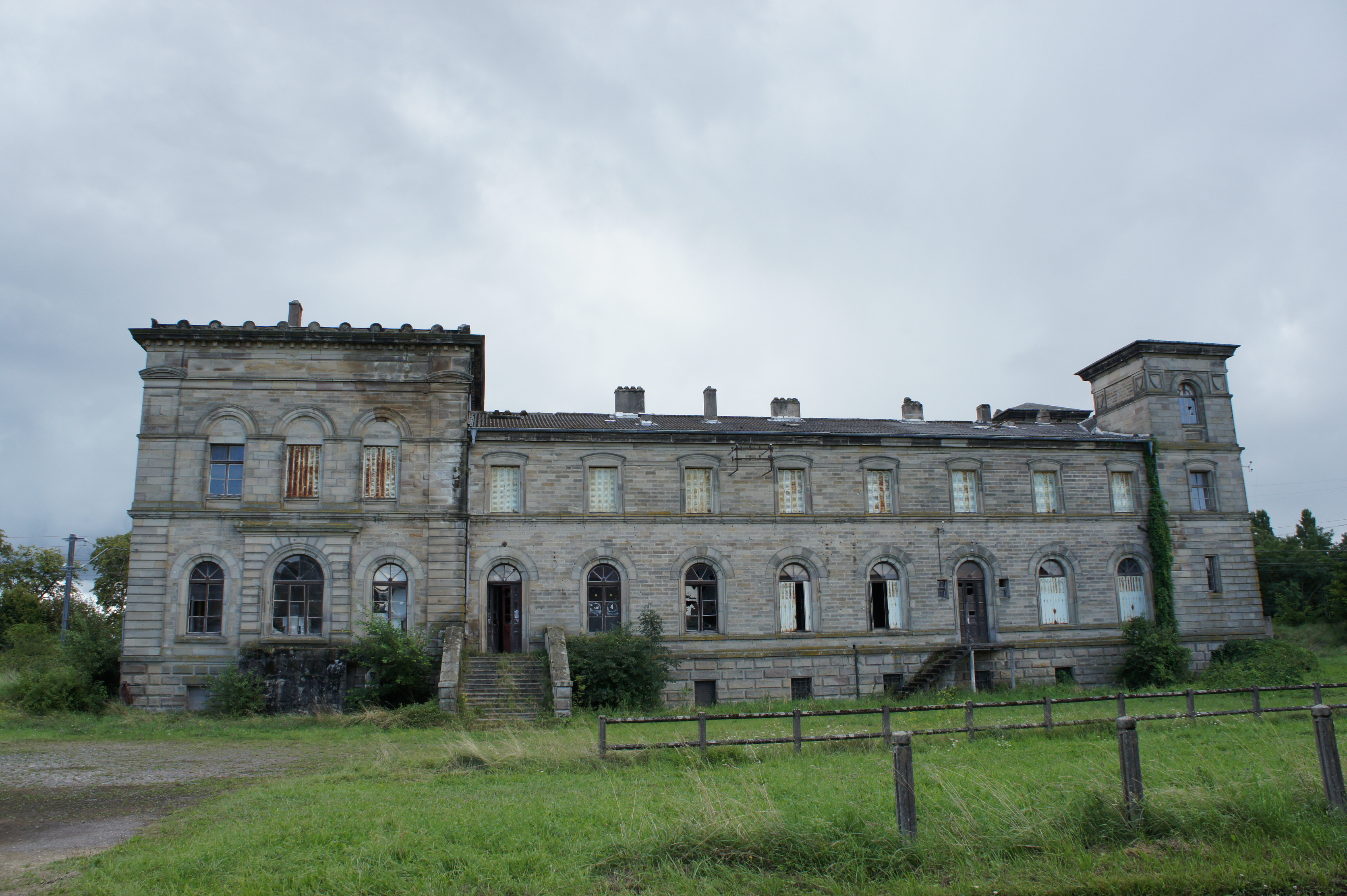
Ancienne gare de Nouvel-Avricourt sur la ligne Paris - Strasbourg.